# Spalangia bouceki
Spalangia bouceki is een vliesvleugelig insect uit de familie Pteromalidae. De wetenschappelijke naam is voor het eerst geldig gepubliceerd in 1991 door Omar, Jeffrey & Sulaiman.